# 姚興
姚 興（よう こう）は、五胡十六国時代の後秦の第2代皇帝。羌の出身で、姚萇の子。諡号は文桓皇帝だが、在位のほとんどは皇帝ではなく天王を名乗った。
姚興は前秦の残党勢力を滅ぼし、一時的に西秦、南涼、北涼、西涼、後蜀を形式上は従えて華北の西部に巨大な勢力を築き上げた。姚興の没後の後秦は、赫連勃勃の独立や皇位をめぐる親族の争いにより実質的に滅んだ。姚興は熱心な仏教徒であり、仏教が中国において国の支援を受けたのは姚興の後秦が初めてである。401年、後涼で暮らしていた仏僧の鳩摩羅什（クマーラジーヴァ）を常安（長安）に迎え入れた。

## 生涯

### 幼年
父の姚萇が前秦の苻堅の将であった366年に生まれた。母は姚興が後に太后と追尊した孫夫人である。成長すると前秦の皇太子苻宏を補佐した。

### 姚萇の部将
384年、父の姚萇が前秦から独立すると、都長安から姚萇の下へ奔った。後秦が成立した後は、姚萇が前秦の残党や西燕と戦う間、もっぱら都を守った。都は初めは北地だったが、386年に西燕が長安を棄てると、長安に遷都された。姚萇はこのとき長安を常安と改め、大秦の皇帝を名乗り、姚興を皇太子とした。
392年、姚萇が戦いに出払っている間、姚方成の献言に従って捕虜の前秦の将軍を数人殺した。姚萇はこれを表面上は怒ったが、内心では姚興がこの捕虜たちの危険性を察したことを喜んだという。同年、鮮卑に逃れていた匈奴鉄弗部の劉勃勃（赫連勃勃、夏の創建者）を後秦に従え、その容姿に心酔して朔方を任せている。393年、前秦の残党の苻登が後秦を攻撃すると、姚萇は尹緯の献言に従い、太子の姚興の主導を兵に植え付けるために防御に向かわせた。姚興は容易に苻登を追い返した。同年、姚萇は病床から姚興に姚晃、姚大目、狄伯支ら大臣を重用するよう言い残した。姚晃が苻登を滅ぼす方法を聞くと、姚萇は問に答えずに姚興なら成し遂げられる、とだけ言ったという。姚萇の没後、長男の姚興が後を継いで即位すると、姚緒、姚碩德、姚崇らを信任して前秦に備えた。

### 即位後

#### 関中統一
姚萇の死は隠されていたにもかかわらず苻登はこれを聞きつけて後秦を攻撃した。苻広は雍城を、苻崇は胡空堡を、それぞれ要所を守った。対して姚興は馬嵬に陣を敷き、水の供給が足りていなかった前秦軍が川へ到達するのを防いだ。尹緯は前秦軍の劣勢を察知し、姚興に慎重に動くよう注意されていたが士気が高い内にと迎撃した。前秦の敗報を聞いた苻広と苻崇は陣を棄て、苻登はこれらの地を二度と取り返すことはなかった。苦境に立たされた苻登は西秦の乞伏乾帰を頼ったが、乞伏益州が援軍を率いて合流する前に、苻登は姚興に捕らえられて馬毛山（現在の甘粛省平涼市）で処刑された。さらに苻登の軍は解体され、李皇后は姚泓に与えられた。苻登の皇太子の苻崇が後を継いで後秦への抵抗を続けたが、同年、西秦の裏切りによって前秦は滅び、後秦は関中統一を果たした。

#### 拡大期
姚興は政務に励み、よく戦って後秦の領土と影響を広げた。397年末、虵太后の死を悼むあまり政務を休み、喪が明けても喪服を着続けた。399年には天体の異変から不吉を察して「皇帝」から「天王」へ称号を変えて弘始に改元している。
- 395年（皇初2年）初 - 後秦は後燕と同盟を結んだが、同年、後燕の慕容宝が北魏の拓跋珪（後の道武帝）を攻撃した時（参合陂の戦い）、後秦は北魏を援助した。この戦いで後燕は大敗している。また、397年、慕容垂の後継として即位した慕容宝が北魏の攻撃を受けていた時、後秦は援助しなかった。
- 396年 - オルドスを占拠した。
- 399年（弘始元年） - 弟の姚崇と楊仏嵩が東晋から洛陽を奪った。
- 400年 - 姚碩徳が西秦と戦った。当初、西秦は姚碩徳の補給路を断つことに成功したが、姚興が援軍を率いると形勢が転じて乞伏乾帰に勝ち、その軍の大半が降伏して西秦の領土を次々と手に入れた。敗走した乞伏乾帰が南涼の禿髪利鹿孤に身を寄せたので、西秦は一時的に滅亡した。同年秋、禿髪利鹿孤による殺害を恐れた乞伏乾帰は後秦に亡命した。姚興はこれを優遇して帰義侯とし、また翌年には部落を返して苑川鎮守に任じた。ここは元・西秦領であり、乞伏乾帰は実質的に半独立状態だった。
- 401年 - 姚碩徳の献言に従って後涼を攻撃した。南涼の禿髪利鹿孤は戦闘を避けるため道を開けたので、姚碩徳は容易に後涼の都姑臧にたどり着いて占領することができた。南涼、北涼、西涼はみな後秦に使者を送って属国になった。2箇月後、天王呂隆も降伏して後涼は後秦の属国となった。
- 402年初 - 北魏が元・西秦の没弈干を攻撃したことにより、北魏と後秦は敵対関係になった。皇帝となった北魏の拓跋珪（道武帝）は政略婚を通して後秦と関係を結ぼうとしたが、姚興は拓跋珪が既に後燕の慕容氏を娶っていることを理由に拒否していた。同年夏、姚興は黄河以北の後秦領を奪った北魏への攻撃に親征した。同年秋、後秦の姚平が柴壁で拓跋珪に囲まれた。姚興と姚平は抵抗したものの、北魏の攻撃は勢いを増し、同年冬には姚平とその軍が北魏に捕らえられ、姚興の遠征は終了した（柴壁の戦い）。

#### 衰退期
柴壁の戦いの後、劉勃勃（赫連勃勃）の独立も相まって後秦は徐々に衰退していく。402年に姚泓を皇太子にした。以前から勤勉で優しい性格の姚泓を皇太子にしたがっていたが、身体が弱く遠慮していた。
- 403年 - 後涼が北涼と南涼の挟撃に晒されていたため、呂隆は後秦に降伏した。姚興は呂隆を受け入れて呂超を含めたその部族を常安（長安）に移した。しかし北涼と南涼は名ばかりの属国であったため、後秦の元・後涼領は孤立した。
- 404年 - 南涼の禿髪傉檀は王を称すことをやめて後秦への服属を表明したが、実質的には独立していた。
- 405年 - 後仇池に大勝して楊難当を人質にした。
- 405年 - 東晋の将の劉裕の要求に従い、東晋が桓楚と戦っていた403年に後秦に降った淮河以北の12の郡を返還した。
- 405年 - 南涼の禿髪傉檀が馬3000頭と羊30000匹を貢いだのに感激した姚興は、元・後涼領を全て与え、その地域の後秦の支配を諦めた。
- 407年 - 乞伏乾帰の勢力が大きすぎると考えた姚興は、常安（長安）に留めて尚書に任じた。その軍は後継の乞伏熾磐に任せた。
- 407年 - 後秦と北魏が和平を結んで互いの捕虜を解放した。
- 407年 - 後秦の将、劉勃勃（後の赫連勃勃）は朔方を任されていたが、391年に北魏に父の劉衛辰を殺されたので独立して夏を建てた。劉勃勃のゲリラ攻撃は後秦を疲弊させ、その衰退の色を強めた。
- 407年 - 南燕の皇帝慕容超は後秦にいた妻子を送るように要求したので、姚興はもし南燕が藩鎮となり前秦の楽隊か晋人1000人を献上するならば好しとした。慕容超はこの要求を飲み、楽隊を送って正妃を贈り物と共に送還されている。
- 407年 - 東晋から独立した譙縦の後蜀が成都王を称し、後秦の属国となった。
- 408年 - 南涼が夏を含めた隣国の襲撃（陽武の戦い）に晒されていたため、南涼を滅ぼすために出兵した。容易には滅ぼせないと考えた韋宗は反対したが聞き入れずに姚興は子の姚弼、乞伏乾帰、斂成に戦わせた。同時に、斉難を夏に向かわせている。姚弼と姚顕は禿髪傉檀に敗れたので、やむなく南涼と和平を結んだ。翌年、禿髪傉檀は属国としての地位を復活させて涼王を名乗った。斉難の敗北はさらに酷く、劉勃勃の策に陥って全軍と共に捕らえられ、オルドスを取られた（青石原の戦い）。

### 晩年
この時期、姚興の一族で皇位を巡る騒動が起きている。409年、弟の姚沖は常安（長安）の攻撃を計画したが裏切りにより失敗し、姚興に自殺を命じられた。411年、姚興が可愛がった姚弼は皇太子の姚泓を陥れる計画を立てていた。414年、姚弼は数度、大臣に姚興を説得させることで姚泓を皇太子から廃そうとしたが、姚興は拒否した。姚興はこの年、病に伏したので姚弼はクーデターを計画した。姚裕を始めとした兄弟達はこれを見て軍備を整えた。姚興が事態を和らげるために息子達を常安（長安）へ呼び寄せると、兄弟達が姚弼の罪を並べたが、追及しなかった。415年、姚弼はこれの仕返しとして姚宣の罪を提造したので、姚興は姚宣を捕らえた。同年秋、再び病床に就くと、姚弼は再度クーデターを企んだ。姚興は姚弼を捕らえたが、姚洸の嘆願にもかかわらず助命して解放した。
- 409年 - 乞伏乾帰は乞伏熾磐の下へ奔り、西秦を復活させて秦王を名乗った。その後も後秦に攻撃し続け、411年にまた属国になっているものの同年に攻撃を再開している。乞伏乾帰は412年に乞伏公府に暗殺されたので、後秦の大臣はこの機会を逃さずに西秦を滅ぼすことを説得したが、姚興は喪に乗じて攻撃することを好としなかった。
- 409年 - 東晋の劉裕に大軍を向けられた南燕は後秦の援助を求めた。姚興は兵を引くように説得して姚強に援軍を率いさせたが、姚強は劉勃勃に大敗した。後ろ盾を失くした南燕は翌年、東晋に降伏した。
- 410年 - 苟林を譙縦と合流させて桓謙と譙道福と共に東晋の荊州を攻めさせた。東晋の劉道規は両軍を撃退し、桓謙は戦死し、苟林は敗走した。413年には劉裕の将、朱齢石が譙縦の後蜀を併合した。
- 415年 - 東晋の将、司馬休之が劉裕に追われて後秦に奔った。姚興は司馬休之に軍を与えて東晋との国境を攻撃させた。これに大臣が、司馬氏（東晋の国姓）が関中と洛陽を取り返すという予言に基づいた批判をしたが聞き入られなかった。
- 415年 - 娘の西平公主を北魏の道武帝の子拓跋嗣（後の明元帝）に与えることで関係を結んだ。

416年、姚興は華陰で病を発し、常安（長安）に帰還しようとしていた。姚弼派の尹沖は姚泓が姚興を迎え入れる際に暗殺しようと考えていたが、これを聞きつけた姚泓派の大臣等が迎えるのを止めることを説得した。姚沙弥は尹沖を説得して姚弼派にしようとしたが、拒否された。姚興が常安（長安）に戻ると、後継を姚泓に定めて姚弼の逮捕を命じた。この時、姚耕児は姚興が死んだと信じ込み、姚愔を立ててクーデターを起こそうとした。姚愔は兄弟の兵と合わせて宮を襲い、姚泓の兵と戦ったが、姚興が病体で公に姿を現すと、姚愔の兵は姚興を目にした瞬間、姚愔を見捨てた。この時、姚興は姚弼に自殺を命じた。
その夜、姚興は国を姚紹、梁喜、尹昭、斂曼嵬らに託して翌日51歳で死んだ。姚泓が後を継いだが、皇位を巡る更なる混乱に巻き込まれる。この騒動により衰退した後秦は417年に東晋に滅ぼされる。

## 仏教
姚興は仏教を篤く信奉しており、弘始2年（401年）に後涼を降伏させると、亀茲僧の鳩摩羅什を都常安へ招聘した。姚興は鳩摩羅什を国師として拝し、各地に寺院を建立して手厚く保護した。これにより国民の九割が仏教徒になったという。姚興自身も熱心に仏典を追究し、鳩摩羅什に請いて特に『実相論』『維摩経注』を訳出させたといわれる。なお、姚興の弟の大将軍姚顕や左将軍姚嵩も篤く鳩摩羅什を信奉し、しばしば説法に参加したという。弘始7年（405年）、姚興は巨大化した仏僧集団を整備するため、鳩摩羅什の弟子僧肇を初代大僧正に任命して、これを統制した。

## 宗室

### 父母
- 姚萇 - 父
- 虵皇后 - 母
- 孫夫人 - 生母。後に太后と追尊される[1]。

### 后妃
- 張氏（天王后 402年 - ？）
- 斉氏（天王后 412年 - 416年）

### 子
- 姚泓（秦皇帝 388年 - 417年）
- 姚懿（上庸公 ?-416年）
- 姚弼（広平公 ?-416年）
- 姚洸（陳留公）
- 姚宣（長楽公 ?-416年）
- 姚諶（博陵公 ?-417年）
- 姚愔（南陽公 ?-416年）
- 姚璞（平原公 ?-417年）
- 姚質（范陽公）
- 姚逵（渤海公）
- 姚裕（河間公 ?-417年）
- 姚国児（章武公）
- 姚黄眉（隴西公、後に北魏に仕える。?-440年頃）
- 姚万寿（宋に仕える）
- 姚耕児（?-416年）
- 西平公主（北魏の明元帝の昭哀皇后 ?-420年頃）